# エフエム那覇
株式会社エフエム那覇（エフエムなは）は、沖縄県那覇市、浦添市、豊見城市、宜野湾市、糸満市、南城市（旧島尻郡大里村）、中頭郡西原町、島尻郡八重瀬町（旧東風平町）の各一部と南風原町の全部の地域を放送区域として超短波放送（FM放送）を行う特定地上基幹放送事業者である。
fm那覇（エフエムの部分は小文字）の愛称でコミュニティ放送を行っている。　

## 概要
2001年（平成13年）開局。
県域放送のNHK沖縄放送局は2006年（平成18年）に那覇市内に移転するまで豊見城市にあったほか、エフエム沖縄は現在も浦添市に所在していることから、当局が那覇市で初のFM放送局ということになる。
サービスエリアは「那覇市全域だけでなく、周辺部（浦添市・宜野湾市・豊見城村・南風原町・西原町・糸満市）も十分カバーする」としている。
一部番組はポッドキャスティングにより配信している。また、ツイキャスでは音声による生配信、Ustreamでは動画による生配信が行なわれている。放送後にはYouTubeに、Ustreamで生配信されたものと同じ動画がアップロードされている。

## 沿革
- 2001年（平成13年）
  - 12月4日　 株式会社エフエム那覇設立
- 2002年（平成14年）
  - 4月22日　放送局（現特定地上基幹放送局）の予備免許取得
  - 7月5日　放送局の免許取得
  - 7月8日　開局
- 2005年（平成17年）
  - 9月1日　ステーションネームを「タイフーンfm」に変更（のちに呼称終了）
- 2007年（平成19年）
  - 12月　本社および演奏所を首里池端町34の新社屋に移転
- 2016年（平成28年）
  - 9月　本社及び演奏所を牧志2-18-4パレット牧志ビル1-C（沖映通り商店街通り）に移転[1][4]
- 2017年（平成29年）
  - 6月　送信所を島尻郡南風原町字新川に移転[2][5]
- 2019年（平成31年）
  - 2月　ListenRadioへの配信を開始
  - 4月  深夜・早朝帯の放送についてフィラー音楽からミュージックバードの放送に改編（わずか1年で終了、2020年4月改編でフィラー音楽に戻る）

## 主な番組
- イベント情報プログラム「ヒトワク」
- 朝の情報番組「morning78（なは）」

月 - 金 8:00 - 9:00
パーソナリティ
月曜日:川滿 有花(かわみつ ありか)
火曜日:こりん
水曜日:崎枝志穂（しほ）
木曜日:橘さゆり
金曜日:池城優美子（ゆ～み～）
- ミスチーって、たーやが!?

月 - 金 11:00 - 12:00
- 田村邦子のマジカルミステリーツアー
- ゲラ×ゲラジオ『情熱的ウィークリー☆パッション』
  - パーソナリティ - パッション屋良、キャンヒロユキ
- ガジラーのエトラジ
  - パーソナリティ - ガジラー（寺崎仁人、江藤大輔）
- オリジンアワー
  - パーソナリティ - 月：ベンビー・キャンヒロユキ・スズカーサーキット さーきー、火：ノーブレーキ、水：Kジャージ・しんとすけ、木：じゅん選手、金：リップサービス
- オリジンちゃんぷるー
  - パーソナリティ - 月：スズカーサーキット・平良直子、火：α池田さん・うどんちゃん、水:幸地尚子・山入端ありさ、木：TOMOKI（ココリッチ）・新垣晋也・秋山ひとみ、金：すっとこどっこい・呉屋みずき
- 一力サンタのラジオdeエール
- ゴージャス×ゴージャス
- なーりーの星空シアター
- groovin' high teardrops
- Blue Yodel Hour
- Monster's Rock Radio
- Radio Clash
- KEN子様は音楽じょーぐー
- マッタリ〜ナホッコリ〜ナ
- 泡盛放送局
- バラタン
- ちゅらサウンズレイディオ
- ウルマクラシック
- 小ネタ超特急
- Rhythmic Squall
- アラカキヒロコのナライブサン+（プラス）
- sala-saji 音楽と共に歩こう Walking Sounds
- リラキチのZVAAAN‼︎‼︎RADIO
- Hash tagのbreak oh‼︎（ブレイコー）
- 親分はイエス様
- シャロームの部屋
- アイネットラジオ
- オトナの放課後トーク スレッド!
- 下から目線でちゅーうがなびら
- なはきん
- Tincyの傷だらけスマイルラボ

## エピソード
開局前後にJ-WAVEの番組『VIVA! ACCESS』がエフエム那覇のスタジオから東京向けに放送を行っていた。なお、エフエム那覇ではJ-WAVEの再送信は行っていない。